# Napoli Basket 2024-2025
Questa voce raccoglie le informazioni riguardanti il Napoli Basket nelle competizioni ufficiali della stagione 2024-2025.

## Stagione
La stagione 2024-2025 del Napoli Basket è la 4ª nel massimo campionato italiano di pallacanestro, la Serie A.

## Maglie
Il fornitore ufficiale del materiale tecnico per la stagione 2024-2025 è Givova.

## Roster
Aggiornato al 3 agosto 2024.
| Napoli Basket 2024-25 | Napoli Basket 2024-25 |
| Giocatori             | Staff tecnico         |
| --------------------- | --------------------- |

| N. | Naz.                                                 | Ruolo | Nome                    | Anno | Alt.   | Peso   |  |
| -- | ---------------------------------------------------- | ----- | ----------------------- | ---- | ------ | ------ |  |
| 0  | Stati Uniti (bandiera) · Georgia (bandiera)          | PG    | Jacob Pullen            | 1989 | 184 cm | 91 kg  |  |
| 1  | Croazia (bandiera)                                   | AC    | Tomislav Zubčić         | 1990 | 212 cm | 110 kg |  |
| 2  | Stati Uniti (bandiera)                               | G     | Zach Copeland           | 1997 | 193 cm | 86 kg  |  |
| 3  | Estonia (bandiera) · Italia (bandiera)               | AG    | Kaspar Treier           | 1999 | 204 cm | 105 kg |  |
| 4  | Canada (bandiera) · Slovenia (bandiera)              | P     | Kevin Pangos            | 1993 | 185 cm | 81 kg  |  |
| 5  | Italia (bandiera)                                    | P     | Giovanni De Nicolao (C) | 1996 | 187 cm | 79 kg  |  |
| 7  | Italia (bandiera)                                    | AG    | Thomas Acunzo           | 2008 | 202 cm |        |  |
| 8  | Italia (bandiera)                                    | GA    | Tomas Woldetensae       | 1998 | 196 cm | 89 kg  |  |
| 10 | Italia (bandiera)                                    | G     | Massimo Fiodo           | 2006 | 190 cm | 86 kg  |  |
| 11 | Italia (bandiera)                                    | P     | Stefano Saccoccia       | 2006 | 178 cm | 75 kg  |  |
| 14 | Stati Uniti (bandiera)                               | G     | Malik Newman            | 1997 | 191 cm | 86 kg  |  |
| 15 | Nigeria (bandiera)                                   | C     | John Egbunu             | 1994 | 211 cm | 114 kg |  |
| 21 | Stati Uniti (bandiera)                               | GA    | Charles Manning         | 1998 | 198 cm | 93 kg  |  |
| 22 | Stati Uniti (bandiera)                               | AP    | Jordan Hall             | 2002 | 203 cm | 98 kg  |  |
| 24 | Bosnia ed Erzegovina (bandiera) · Croazia (bandiera) | A     | Dario Drežnjak          | 1998 | 204 cm | 90 kg  |  |
| 31 | Regno Unito (bandiera)                               | AG    | Deane Williams          | 1996 | 203 cm | 103 kg |  |
| 32 | Stati Uniti (bandiera)                               | G     | Erick Green             | 1991 | 191 cm | 83 kg  |  |
| 35 | Italia (bandiera)                                    | C     | Leonardo Totè           | 1997 | 212 cm | 110 kg |  |
| 44 | Sudan del Sud (bandiera) · Italia (bandiera)         | C     | Andrea Mabor Dut Biar   | 2001 | 216 cm | 110 kg |  |
| 50 | Ghana (bandiera)                                     | AC    | Ben Bentil              | 1995 | 206 cm | 107 kg |  |
| -  | Italia (bandiera)                                    |       | Jacopo Scotti           | 2004 |        |        |  |

| Allenatore |
| - / Igor Miličić (fino al 17 novembre) - Giorgio Valli (dal 20 novembre) |
| Assistente/i |
| - Francesco Cavaliere - Emanuele Fiore - Marek Zapalowski (fino al 28 novembre) - Flavio Bottiroli (dal 29 novembre) Legenda - (C) Capitano - (IN) Inattivo - Infortunato Roster |

## Mercato

### Sessione estiva
| P  | Kevin Pangos      | Valencia          | svincolato |
| G  | Zach Copeland     | Vancouver Bandits | svincolato |
| G  | Charles Manning   | EWE Oldenburg     | svincolato |
| GA | Tomas Woldetensae | Pall. Varese      | svincolato |
| AP | Jordan Hall       | Long Island Nets  | svincolato |
| A  | Dario Drežnjak    | Zara              | svincolato |
| AG | Kaspar Treier     | Dinamo Sassari    | svincolato |
| AG | Deane Williams    | EWE Oldenburg     | svincolato |
| C  | Leonardo Totè     | V.L. Pesaro       | svincolato |

| Cessioni | Cessioni          | Cessioni         | Cessioni       | Cessioni |
| R.       | Nome              | a                | Modalità       |          |
| -------- | ----------------- | ---------------- | -------------- | -------- |
| P        | Jacob Pullen      | Scaligera Verona | fine contratto |          |
| G        | Markel Brown      | Pall. Trieste    | fine contratto |          |
| AP       | Michał Sokołowski | Dinamo Sassari   | fine contratto |          |
| A        | Michele Ebeling   | Nardò Basket     | fine contratto |          |
| AG       | Alessandro Lever  | Reyer Venezia    | risoluzione    |          |
| AC       | Tomislav Zubčić   | Anhui Wenyi      | fine contratto |          |
| C        | Moussa Bamba      | Free agent       | risoluzione    |          |
| C        | Tariq Owens       | Vanoli Cremona   | fine contratto |          |

### Dopo l'inizio della stagione
| Acquisti | Acquisti        | Acquisti         | Acquisti         | Acquisti   |
| R.       | Nome            | da               | Data             | Modalità   |
| -------- | --------------- | ---------------- | ---------------- | ---------- |
| G        | Erick Green     | Free agent       | 23 ottobre 2024  | svincolato |
| C        | Ben Bentil      | Hapoel Tel Aviv  | 27 ottobre 2024  | svincolato |
| G        | Malik Newman    | Jilin N. Tigers  | 9 dicembre 2024  | svincolato |
| AC       | Tomislav Zubčić | Al-Qadisiya      | 18 dicembre 2024 | svincolato |
| PG       | Jacob Pullen    | Scaligera Verona | 19 dicembre 2024 | svincolato |
| C        | John Egbunu     | Breogán          | 27 gennaio 2025  | svincolato |

| Cessioni | Cessioni        | Cessioni             | Cessioni         | Cessioni    |
| R.       | Nome            | a                    | Data             | Modalità    |
| -------- | --------------- | -------------------- | ---------------- | ----------- |
| AP       | Jordan Hall     | Windy City Bulls     | 28 ottobre 2024  | rescissione |
| AG       | Deane Williams  | R. Ludwigsburg       | 7 novembre 2024  | rescissione |
| A        | Dario Drežnjak  | Vanoli Cremona       | 27 novembre 2024 | rescissione |
| GA       | Charles Manning | Avtodor Saratov      | 12 dicembre 2024 | prestito    |
| G        | Zach Copeland   | Scaligera Verona     | 19 dicembre 2024 | rescissione |
| G        | Malik Newman    | Merkezefendi Denizli | 16 gennaio 2025  | rescissione |
| AC       | Ben Bentil      | ASVEL                | 20 gennaio 2025  | rescissione |